# Lerista axillaris
Lerista axillaris är en ödleart som beskrevs av  Storr 1991. Lerista axillaris ingår i släktet Lerista och familjen skinkar. Inga underarter finns listade i Catalogue of Life.